# Grupa Operacyjna Zulaufa
Grupa Operacyjna Zulaufa (GO Zulaufa) – polski związek operacyjny działający podczas wojny obronnej 1939. 
Utworzona 4 września w ramach Armii „Modlin” z zadaniem obrony linii Narwi i Wisły od Serocka do Wyszogrodu. 
13 września wycofana do Warszawy z wyjątkiem sił, które organizowały obronę Modlina. Walczyła na Pradze jako załoga odcinka „Warszawa-Wschód”.
Dowódca: generał brygady Juliusz Zulauf

## Skład
15 września
- załoga Zegrza i Modlina
- pociąg pancerny nr 14
- następnie nadciągające z przedpola rozbite oddziały 8 i 20 DP